# Elia-heffing
De Elia-heffing of Elia-taks is een belasting op het elektriciteitsverbruik door particulieren en bedrijven in Vlaanderen. De heffing werd beheerd door het CREG.
Premier Guy Verhofstadt kondigde in zijn beleidsverklaring op 6 oktober 2002 aan dat de gemeenten zouden gecompenseerd worden voor de inkomstenverliezen uit dividenden die ze gingen lijden ten gevolge van de vrijmaking van de elektriciteitssector op 1 juli 2003. Dit was in eerste instantie aan de orde in Vlaanderen, waar de gemeenten 300 à 400 miljoen euro per jaar gingen verliezen.
De compensatieregeling werd vervolgens concreet uitgewerkt, dit werd de Elia-heffing. Het betreft een federale heffing, maar de gewesten kunnen hun inwoners wel vrij te stellen van deze heffing. Hiervoor werd geopteerd in Brussel en Wallonië, omdat de geliberaliseerde energiemarkt er pas later kwam.
De heffing werd ingevoerd sinds 1 juli 2005 en wordt aangerekend via de elektriciteitsleverancier. Ze beloopt 4,91 euro per MWh, zonder btw. Voor een gemiddeld gezin komt dit op 20 à 35 euro per jaar.
De Elia-taks compenseerde per jaar ongeveer de helft van de dividendverliezen van de Vlaamse gemeenten.
De Elia-taks werd op 1 januari 2008 afgeschaft. De laatste betaling kwam in 2008.
De afschaffing van de heffing werd in Vlaanderen gecompenseerd door een extra dotatie aan gemeenten via het Gemeentefonds. Die compensatie wordt op dezelfde manier onder de gemeenten verdeeld als het bedrag van de vroegere federale Elia-heffing. Het gaat om een jaarlijks bedrag van 83 miljoen euro, dat niet wordt geïndexeerd en zal uitdoven in 2027.